# Karnija
Karnija (furlansko Cjargne, italijansko Carnia, nemško Karnien) je pretežno gorata zgodovinsko-geografska regija na severozahodnem delu Pokrajine Videm v Furlaniji, ki obsega velik del Karnijskih Alp z alpskimi dolinami. Glavno središče je Tolmeč.

## Občine
| Občina (furlansko)                  | Prebivalci | Površina (km2) | Gostota (preb./km2) |
| ----------------------------------- | ---------- | -------------- | ------------------- |
| Amaro (Damâr)                       | 841        | 33,26          | 25,286              |
| Ampezzo (Dimpeç)                    | 1.030      | 73,63          | 13,99               |
| Arta Terme (Darte)                  | 2.243      | 42,77          | 52,443              |
| Cavazzo Carnico (Cjavaç)            | 1.087      | 39,44          | 27,561              |
| Cercivento (Çurçuvint)              | 696        | 15,78          | 44,11               |
| Comeglians (Comelians)              | 532        | 19,41          | 27,41               |
| Enemonzo (Enemonç)                  | 1.351      | 23,76          | 56,86               |
| Forni Avoltri (For Davôtri)         | 642        | 80,75          | 7,950               |
| Forni di Sopra (Fôr Disore)         | 1.027      | 81,66          | 12,577              |
| Forni di Sotto (Fôr Disot)          | 620        | 93,6           | 6,62                |
| Lauco (Lauc)                        | 784        | 34,76          | 22,555              |
| Ovaro (Davâr)                       | 2.010      | 57,9           | 34,72               |
| Paluzza (Paluce)                    | 2.372      | 69,75          | 34,007              |
| Paularo (Paulâr)                    | 2.737      | 84,24          | 32,491              |
| Prato Carnico (Prât)                | 927        | 81,72          | 11,344              |
| Preone (Preon)                      | 266        | 22,47          | 11,838              |
| Ravascletto (Ravasclêt)             | 560        | 26,48          | 21,15               |
| Raveo (Raviei)                      | 508        | 12,6           | 40,32               |
| Rigolato (Rigulât)                  | 502        | 30,77          | 16,315              |
| Sappada (Sapade)                    | 1.315      | 62,06          | 21,189              |
| Sauris                              | 419        | 41,49          | 10,099              |
| Socchieve (Soclêf)                  | 941        | 66,12          | 14,232              |
| Sutrio (Sudri)                      | 1.371      | 20,75          | 66,07               |
| Tolmeč (Tolmezzo, Tumieç)           | 10.570     | 64,62          | 163,57              |
| Treppo - Ligosullo (Trep - Liussûl) | 784        | 35,59          | 22,029              |
| Verzegnis                           | 906        | 39,33          | 23,036              |
| Villa Santina (Vile)                | 2.222      | 12,99          | 171,05              |
| Zuglio (Zui)                        | 606        | 18,21          | 33,28               |